# Hamza Hamzaoğlu
Hamza Hamzaoğlu, född 1 januari 1970, Gümülcine, Grekland, är en tidigare turkisk landslagsspelare i fotboll.
Hamzaoğlu spelade bland annat för Galatasaray och İstanbulspor. Han är numera huvudtränare i Gençlerbirliği och har tidigare tränat Galatasaray.